# Alcatel Mobile
Pour les articles homonymes, voir Alcatel (homonymie), Alcatel et Alcatel-Lucent Enterprise.

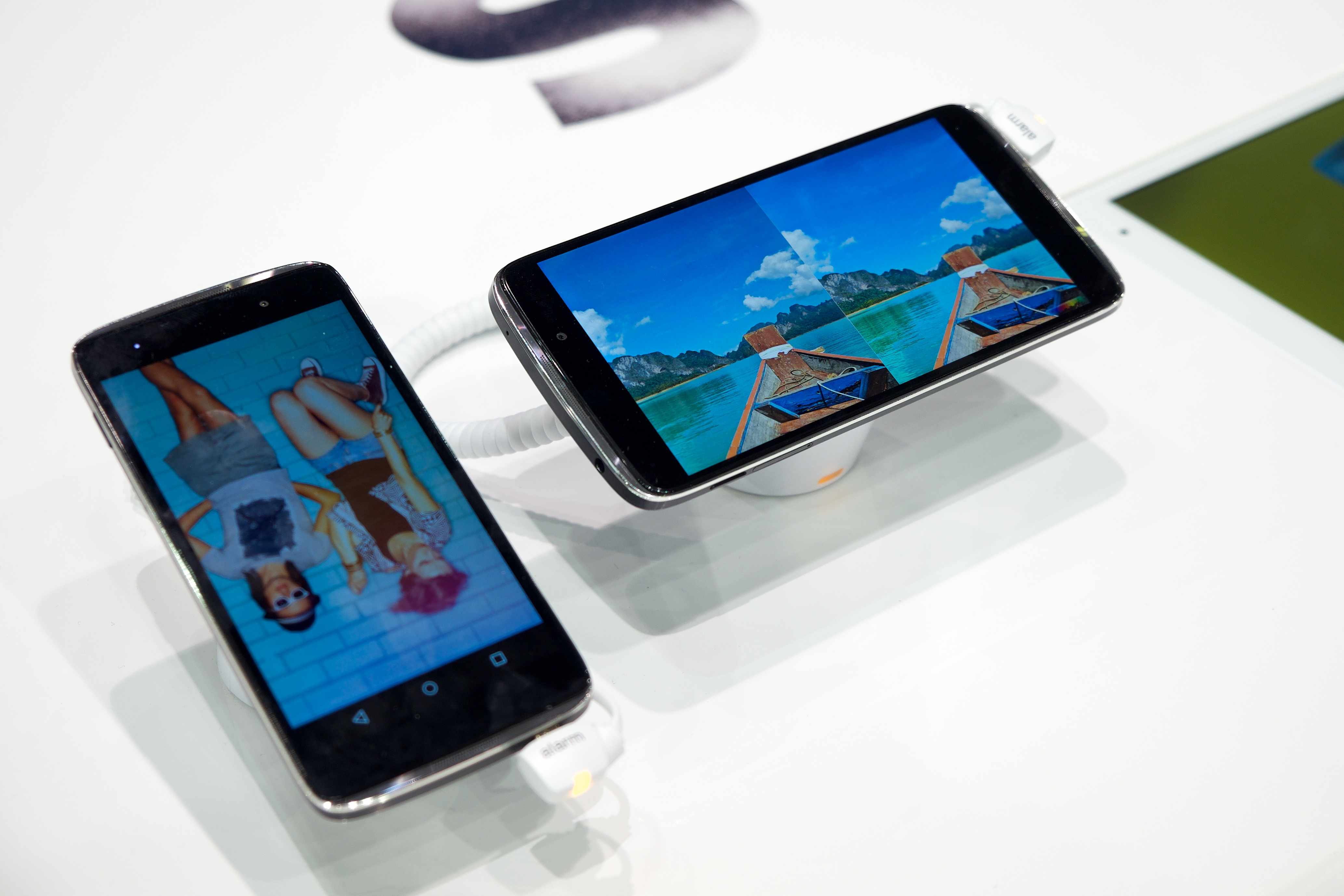
Alcatel Onetouch Idol 3.

Alcatel Mobile, anciennement Alcatel One Touch, est une marque commerciale appartenant à Nokia Corporation, utilisée sous licence par le géant chinois TCL Corporation pour les téléphones mobiles.
En France, elle est connue pour être utilisée par le géant chinois TCL Corporation afin de commercialiser une partie de ses téléphones mobiles à travers sa filiale TCT Mobile Europe, domiciliée à Nanterre, dans les Hauts-de-Seine. La marque est aussi utilisée sous licence par le groupe chinois Atlinks Group Limited pour les téléphones fixes.
Août 2004, Alcatel Mobile Phones est créée initialement en tant que co-entreprise par TCL Communication et l'ancien groupe français Alcatel (désormais Nokia) qui a revendu sa part du capital à TCL Communication en 2005.

## Présentation
Alcatel Mobile Phones a été créée en 2004 en tant que coentreprise par Alcatel (45 %) et TCL Corporation (55 %). En 2005, la coentreprise est dissoute par le rachat des 45 % de parts détenues par Alcatel.
TCT Mobile Europe SAS (ancien nom : T&A Mobile Phones Limited) est une entreprise de droit français, domiciliée à Nanterre, dans les Hauts-de-Seine. Elle est une filiale de TCL Communication, cotée au Hong Kong Stock Exchange (HKSE : 2618) ,.
TCL Communication gère trois marques : Alcatel Mobile Phones, TCL Mobile Phones et Brand Design Lab.
En mars 2016, Alcatel One Touch change de nom pour devenir simplement Alcatel, puis Alcatel Mobile.
En décembre 2016, BlackBerry annonce la cession de son activité design et fabrication de mobiles à TCL.

### Récompenses
En 2012, Alcatel Mobile remporte un prix de design à l'International Forum Design pour son One Touch 818 et les modèles Onetouch 355.

### Modèles
Alcatel Mobile est la marque pour les téléphones mobiles et modems mobiles haut débit dans le monde entier fabriqués par TCL Corporation.
Le premier téléphone produit par Alcatel était le Alcatel OT Easy HF[réf. nécessaire]. Il est sorti en 1998 avec une durée de vie en veille de la batterie jusqu'à 140 heures.

téléphones
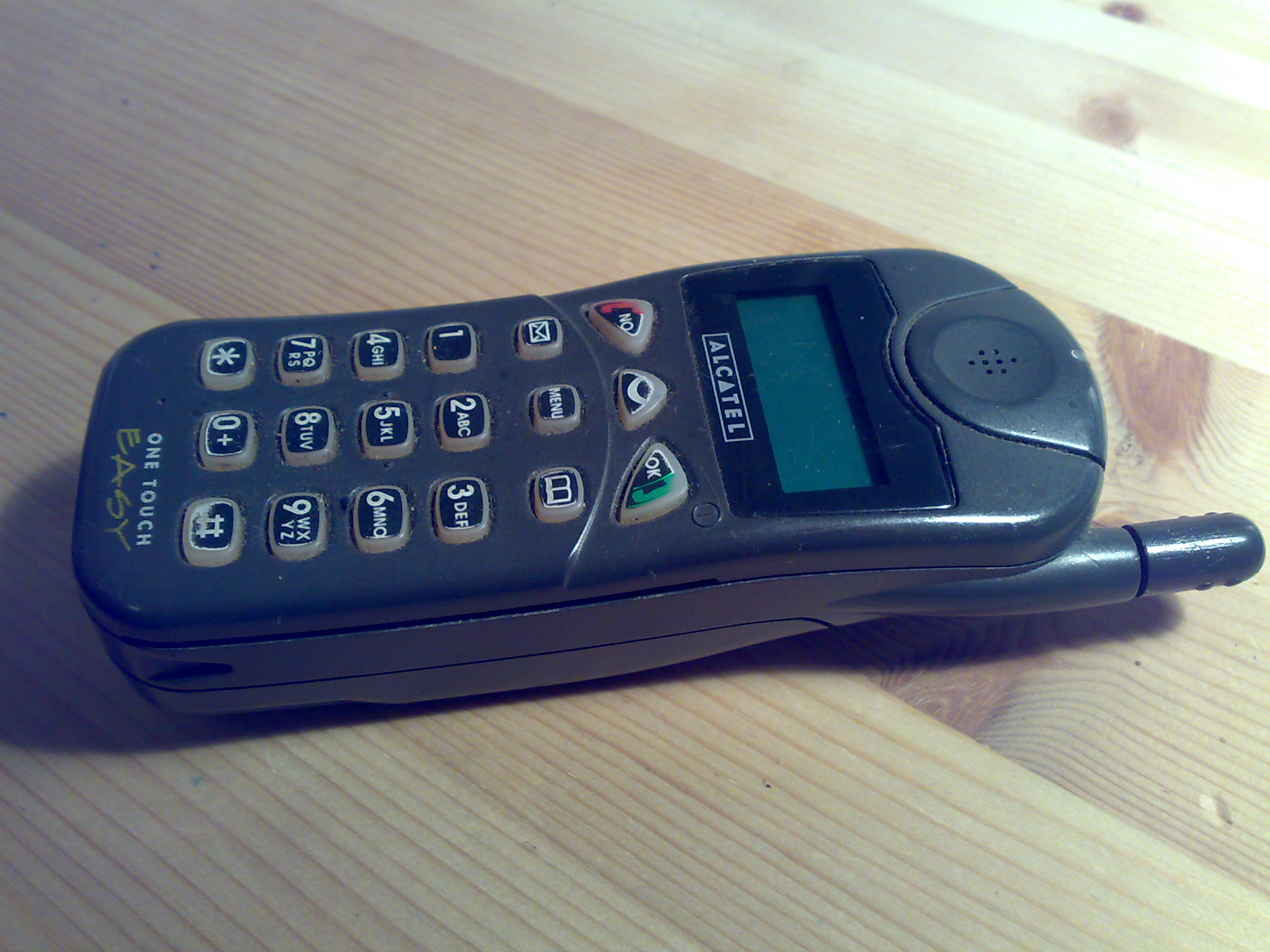
Alcatel One Touch Easy HD1 (1997)
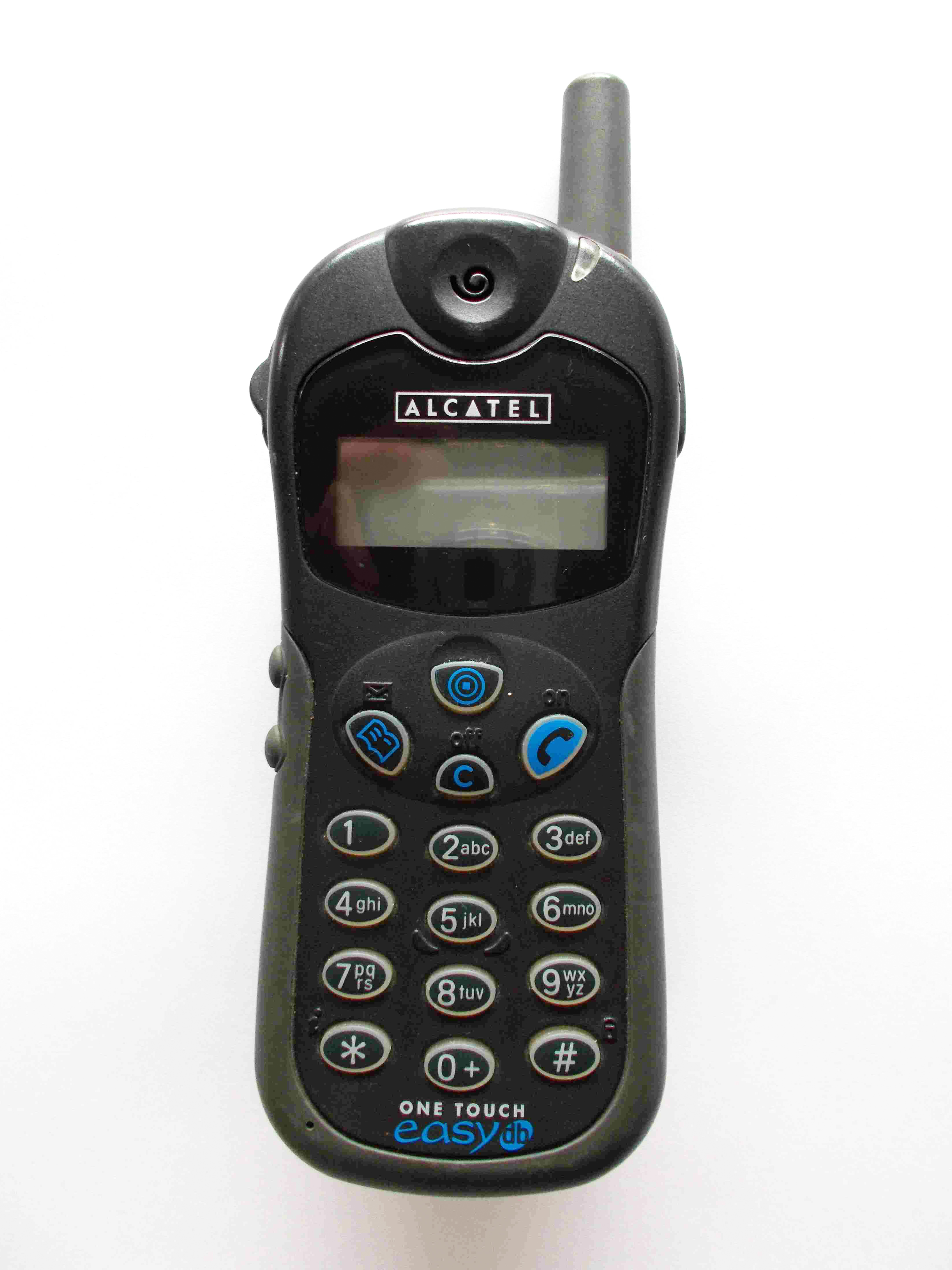
Alcatel One Touch Easy DB (1999)
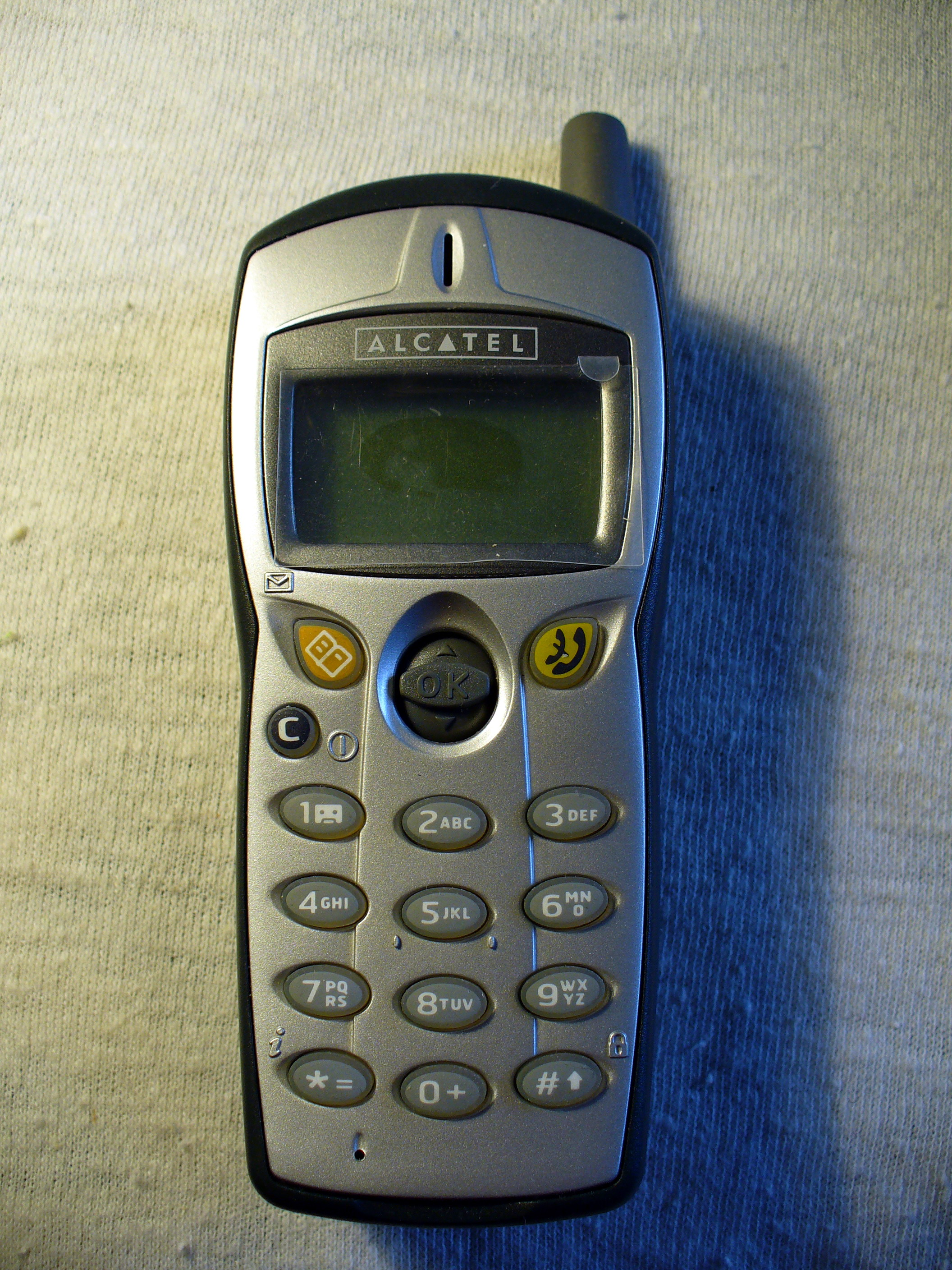
Alcatel OT 302 WAP (2000)
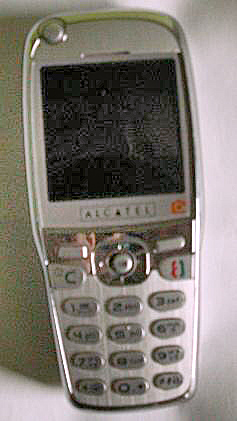
Alcatel OT 735 (2003)
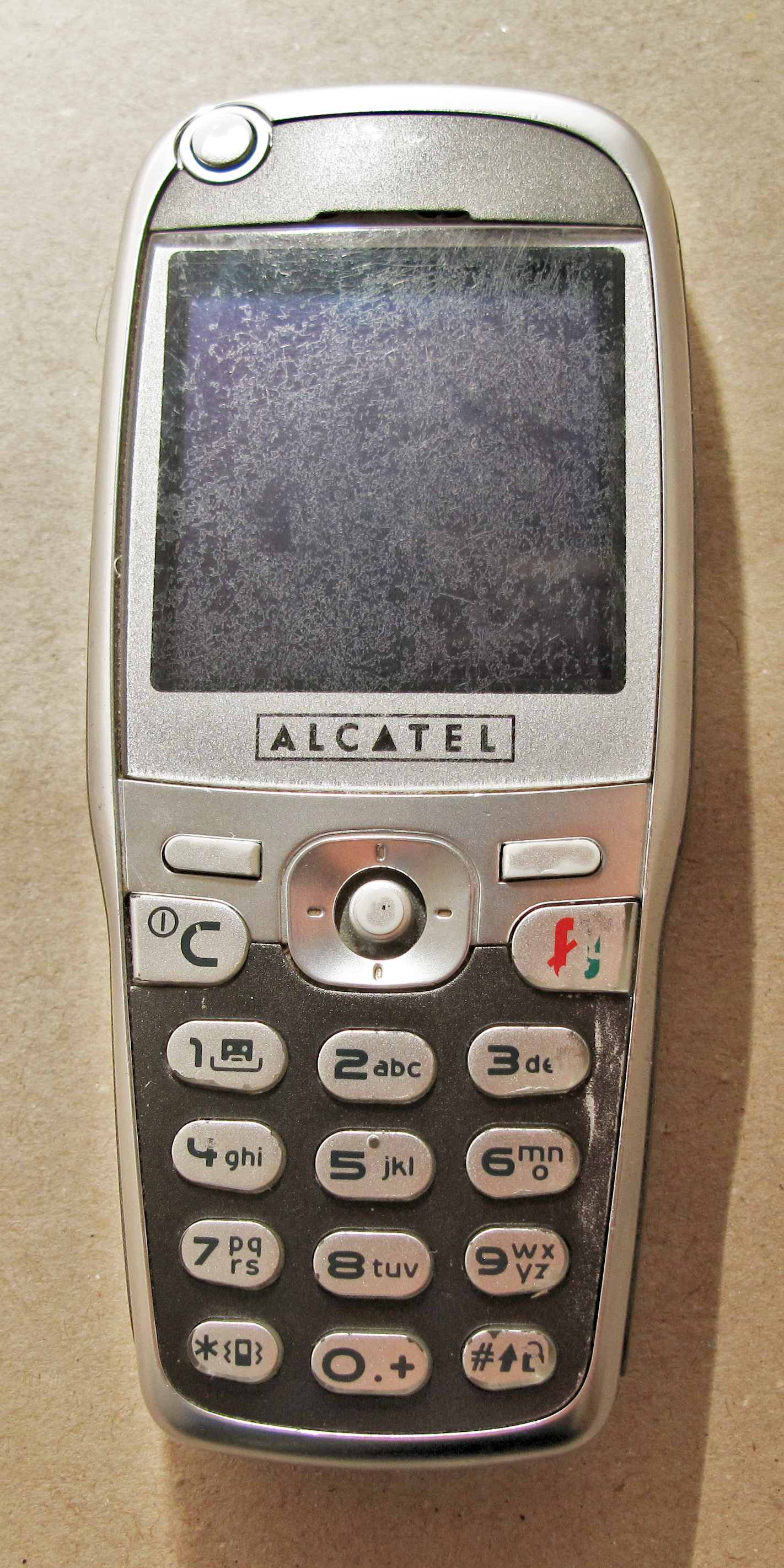
Alcatel One Touch 535 (2003)

#### Liste de modèles
- Alcatel One Touch  A392G
- Alcatel One Touch 501
- Alcatel One Touch 980
- Alcatel One Touch 990
- Alcatel One Touch X020
- Alcatel One Touch Fierce 2
- Alcatel One Touch Idol 3
- Alcatel Idol 4
- Alcatel Idol 4s

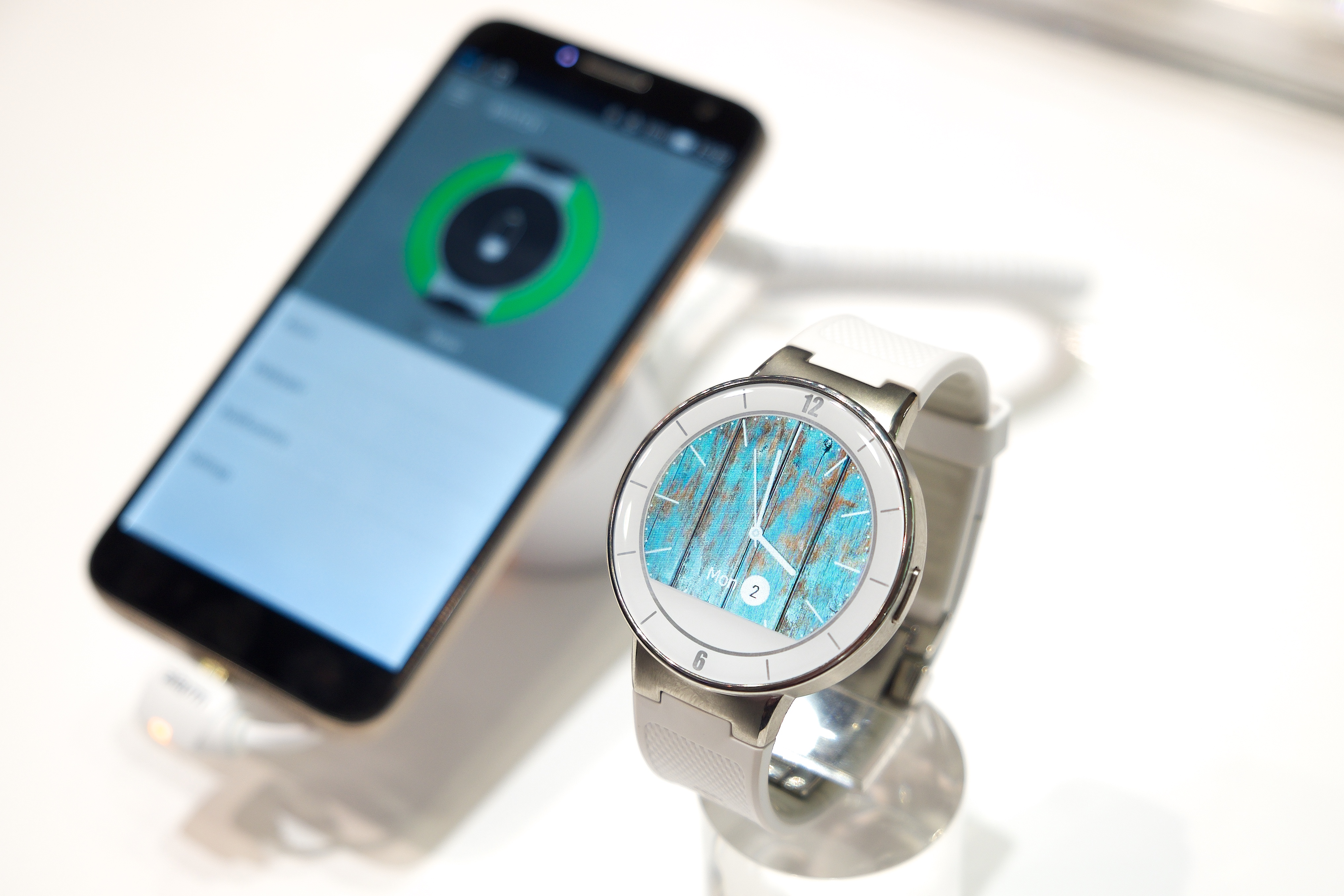
Alcatel Watch.

- Alcatel Idol 4 Pro (sous Windows 10 Mobile)

##### Smartphones
- Alcatel 1
- Alcatel 3
- Alcatel 5

##### Alcatel 1X
Le smartphone Alcatel 1X fut produit en 2018 pour les petits budgets ou ceux ne voulant pas mettre de grandes sommes dans un téléphone portable ; des versions dérivées existent telles que le Alcatel 1C et la dernière version le Alcatel 1.